# Olean (Misuri)
Olean es un pueblo ubicado en el condado de Miller en el estado estadounidense de Misuri. En el Censo de 2010 tenía una población de 128 habitantes y una densidad poblacional de 285,67 personas por km².

## Geografía
Olean se encuentra ubicado en las coordenadas 38°24′37″N 92°31′48″O / 38.41028, -92.53000. Según la Oficina del Censo de los Estados Unidos, Olean tiene una superficie total de 0.45 km², de la cual 0.45 km² corresponden a tierra firme y (0%) 0 km² es agua.

## Demografía
Según el censo de 2010, había 128 personas residiendo en Olean. La densidad de población era de 285,67 hab./km². De los 128 habitantes, Olean estaba compuesto por el 90.63% blancos, el 5.47% eran afroamericanos, el 0% eran amerindios, el 0% eran asiáticos, el 0% eran isleños del Pacífico, el 0% eran de otras razas y el 3.91% pertenecían a dos o más razas. Del total de la población el 3.13% eran hispanos o latinos de cualquier raza.